# Dương Tú Thanh
Dương Tú Thanh (giản thể: 杨秀清; phồn thể: 楊秀清; bính âm: Yáng Xiùqīng; Wade–Giles: Yang Hsiu-Ch'ing), tự là Tự Long (嗣龙) (1821- 2 tháng 9 năm 1856), là một trong những nhân vật khởi xướng và là Tổng tư lệnh Khởi nghĩa Thái Bình Thiên Quốc.
Dương Tú Thanh xuất thân là một người bán củi ở Quảng Tây trước khi ông tham gia cuộc khởi nghĩa. Năm 1848, ông đổi sang Đạo Cơ đốc sau khi ông đã tin vào Thiên Chúa. Năm 1850, ông bắt đầu tuyên bố rằng ông có thể chữa bệnh cho các tín đồ. Ông là một trong những người tham gia đầu tiên của cuộc nổi dậy và danh tiếng nổi lên nhanh chóng. Năm 1851, khi Hồng Tú Toàn tự xưng là Thiên vương, Dương Tú Thanh trở thành thống soái của quân đội. Dương Tú Thanh đã được tiếp tục được phong là "Đông vương", ngang hàng với ba nhà lãnh đạo khác của cuộc khởi nghĩa đã được ban cho tước "vương" trong Thái Bình Thiên Quốc. Dương Tú Thanh đã nghĩ ra một mạng lưới gián điệp để nhổ tận gốc những người có mưu đồ chống lại. Đến năm 1850, Dương Tú Thanh đã nắm được nhiều quyền hành nhất trong cuộc khởi nghĩa Thái Bình Thiên Quốc.
Dưới sự chỉ đạo của Dương Tú Thanh, thành phố Nam Kinh trở thành kinh đô của Thái Bình Thiên Quốc vào năm 1853. Còn Hồng Tú Toàn càng ngày càng ít quan tâm đến chính trị mà chú trọng nhiều hơn đến hậu cung của mình. Ông phong Dương Tú Thanh làm tể tướng của Thái Bình Thiên Quốc. Tuy nhiên, Dương Tú Thanh mâu thuẫn với Hồng Tú Toàn về chính sách và thái độ đối với Nho giáo cũng như về việc bài trừ thánh tượng. Dương Tú Thanh tin rằng đạo đức Nho giáo là bản chất cơ bản của con người và nguyên lý của nó tương thích với giáo lý Cơ đốc giáo cũng như hình ảnh của con rồng không phải là phạm thánh. Tuy nhiên, Hồng Tú Toàn bác bỏ quan điểm này và tin rằng Nho giáo phải bị loại trừ vì nó là tà ma ngoại đạo. Điều này, và những âm mưu của Dương Tú Thanh làm cho Hồng Tú Toàn nổi cơn thịnh nộ. Năm 1856, Hồng Tú Toàn cho người ám sát Dương Tú Thanh. Trong ba tháng sau đó, Hồng Tú Toàn đã giết gia đình của Dương Tú Thanh và 20.000 thuộc hạ của Đông Vương. Cuộc khởi nghĩa Thái Bình Thiên Quốc ngày càng suy tàn vì sự bất đồng chính kiến của các nhà lãnh đạo của cuộc khởi nghĩa và những âm mưu sát hại lẫn nhau.